# Marvel’s Inhumans
Marvel’s Inhumans ist eine US-amerikanische Fernsehserie, die zum Marvel Cinematic Universe (MCU) gehört. Sie wurde von Scott Buck entwickelt und handelt von der fiktiven Marvel-Spezies der Inhumans.

## Besetzung und Synchronisation
Die deutschsprachige Synchronisation der Serie erfolgte bei der FFS Film- & Fernseh-Synchron, Berlin unter Dialogbuch von Robin Kahnmeyer und Björn Schalla, sowie unter Dialogregie von Letzterem.

### Hauptrolle
| Rollenname                             | Schauspieler     | Hauptrolle (Folge) | Nebenrolle (Folge) | Synchronsprecher       |
| -------------------------------------- | ---------------- | ------------------ | ------------------ | ---------------------- |
| Blackagar „Black Bolt“ Boltagon        | Anson Mount      | 1.01–1.08          |                    | Johannes Berenz A      |
| Medusalith Amaquelin „Medusa“ Boltagon | Serinda Swan     | 1.01–1.08          |                    | Jessica Walther-Gabory |
| Maximus Boltagon                       | Iwan Rheon       | 1.01–1.08          |                    | Ozan Ünal              |
| Karnak Mander-Azur                     | Ken Leung        | 1.01–1.08          |                    | Gerrit Hamann          |
| Gorgon Petragon                        | Eme Ikwuakor     | 1.01–1.08          |                    | Matti Klemm            |
| Crystalia Amaquelin / Crystal          | Isabelle Cornish | 1.01–1.08          |                    | Alice Bauer            |
| Auran                                  | Sonya Balmores   | 1.01–1.08          |                    | Isabelle Schmidt       |
| Louise                                 | Ellen Woglom     | 1.01–1.08          |                    | Lara Trautmann         |

### Nebenrolle
| Rollenname         | Schauspieler        | Nebenrolle (Folge)    | Synchronsprecher |
| ------------------ | ------------------- | --------------------- | ---------------- |
| Triton Mander-Azur | Mike Moh            | 1.01, 1.07, 1.08      | Valentin Stilu   |
| König Agon         | Michael Buie        | 1.01–1.04, 1.08       | Christian Gaul   |
| Königin Rynda      | Tanya Clarke        | 1.01–1.04             | Traudel Sperber  |
| Junger Black Bolt  | Lofton Shaw         | 1.01–1.03, 1.07, 1.08 | Johannes Walenta |
| Dr. Evan Declan    | Henry Ian Cusick    | 1.03–1.08             | Peter Flechtner  |
| Sammy              | Faleolo Alailima    | 1.03–1.06             | Olaf Reichmann   |
| Tibor              | Ptolemy Slocum      | 1.03–1.06             | Tom Radisch      |
| Junger Maximus     | Aidan Fiske         | 1.03, 1.08            | Philip Süß       |
| Reno               | Michael Trotter     | 1.03–1.05             | Felix Spieß      |
| Jen                | Jamie Gray Hyder    | 1.03–1.05             | Maja Maneiro     |
| Dave               | Chad James Buchanan | 1.04–1.06             | Daniel Schütter  |
| Audrey             | Liv Hewson          | 1.04–1.06             | Anna Blomeyer    |

### Gastrolle
| Rollenname | Schauspieler | Gastrolle (Folge) | Synchronsprecher |
| ---------- | ------------ | ----------------- | ---------------- |
| Jane       | Nicola Peltz | 1.01              | Luisa Wietzorek  |

## Episodenliste
Die deutsche Fassung der kompletten Serie ist am 17. November 2018 ohne Vorankündigung auf mehreren Video-on-Demand-Anbietern (Prime Video, maxdome, Videoload) erstveröffentlicht worden. Weitere Anbieter folgten in den Tagen darauf.
| Nr. | Deutscher Titel                                | Originaltitel                                           | Erstausstrahlung USA                   | Deutschsprachige Erstveröffentlichung (D)      | Regie            | Drehbuch                    |
| --- | ---------------------------------------------- | ------------------------------------------------------- | -------------------------------------- | ---------------------------------------------- | ---------------- | --------------------------- |
| 1 | Das erste Kapitel (Teil 1) Putsch in Attilan B | The First Chapter (Part 1) Behold… the Inhumans B       | 1. Sep. 2017 (IMAX) 29. Sep. 2017 (TV) | 31. Aug. 2017 (IMAX) 17. Nov. 2018 (Streaming) | Roel Reiné       | Scott Buck                  |
| Inhumans, Menschen mit besonderen Kräften, werden auf der Erde gejagt. Auf dem Mond leben sie in der durch eine Tarnkuppel geschützten Stadt Attilan. Diese wird von König Black Bolt und seiner Frau Medusa regiert. Da Bolt mit seiner Stimme großen Schaden anrichten kann (wodurch er versehentlich seine Eltern tötete), verständigt er sich ausschließlich über Zeichensprache. Um die Inhuman-Kräfte freizusetzen, bedarf es der Terrigenese, eines Rituals, das durch den Genetikrat überwacht wird. Auf der irdischen Insel Oahu ist der von Bolt gesandte Triton nach dem Angriff durch eine Jagdeinheit verschwunden. Ein Mondrover von der Erde stößt gegen die Kuppel Attilans und wird von Wächter Gorgon, der über Stierbeine verfügt, zerstört. Bolts Bruder Maximus, der bei der Terrigenese keine Kräfte erhielt, bemängelt die Zurückhaltung der Inhumans und fordert einen Umzug auf die Erde. Bolt lehnt dies ab und schickt Gorgon nach Oahu, um Triton aufzuspüren. Für solche Reisen dient der Königsfamilie der teleportationsfähige Hund Lockjaw. Als Maximus mit der königlichen Garde einen Putsch gegen die Familie durchführt, lässt Medusas Schwester Crystal Bolt, Medusa und Karnak, ein weiteres Mitglied der Familie, von Lockjaw auf die Erde teleportieren, wird selbst aber gefangen genommen.  |                                                |                                                         |                                        |                                                |                  |                             |
| 2 | Das erste Kapitel (Teil 2) Der Neuanfang B     | The First Chapter (Part 2) Those Who Would Destroy Us B | 1. Sep. 2017 (IMAX) 29. Sep. 2017 (TV) | 31. Aug. 2017 (IMAX) 17. Nov. 2018 (Streaming) | Roel Reiné       | Scott Buck                  |
| Bolt, Medusa und Karnak landen getrennt auf Oahu und müssen sich orientieren. Beim Versuch, Crystal auf die Erde zu teleportieren, wird Lockjaw von Maximus’ Wachen betäubt und eingesperrt. Die Astrophysikerin Louise untersucht derweil die Kameraaufnahme des Mondrovers, auf der Gorgons Huf zu sehen ist. Sie entdeckt Energieverbindungen zwischen dem Mond und Oahu und begibt sich zu letzterem. Auf der Suche nach Triton muss Gorgon an der Küste von Surfern vor dem Ertrinken gerettet werden und freundet sich mit ihnen an. Crystal kommuniziert über einen Comlink mit Medusa, was sich jedoch als Trick von Maximus’ Leibwache Auran herausstellt, um Medusa zu orten. Mithilfe des teleportationsfähigen Inhumans Eldrac schickt Maximus Auran nach Oahu. Nachdem Bolt sich zur Tarnung einen Anzug zulegen will, ohne zu bezahlen, wird er von der Polizei festgenommen. Dass er dabei ungewollt mit seiner Stimme ein Polizeiauto zerstört, sorgt für Aufsehen; Louise erfährt davon in den Nachrichten. Auran findet Medusa, die ihr im Kampf allerdings ein Messer in den Bauch rammt. Maximus kündigt vor den armen Minenarbeitern Attilans schließlich an, das Kastensystem abzuschaffen, wofür er Zuspruch erhält. Dank ihrer Selbstheilungskräfte überlebt Auran und fordert Verstärkung an.                |                                                |                                                         |                                        |                                                |                  |                             |
| 3 | Teile und herrsche                             | Divide and Conquer                                      | 6. Okt. 2017                           | 17. Nov. 2018                                  | Chris Fisher     | Rick Cleveland              |
| Maximus schickt Auran zur Verstärkung einige Inhumans, darunter den äußerst gefährlichen Mordis. Medusa bricht in eine Villa ein, um sich andere Kleidung zu besorgen, und erfährt dabei durch einen Zeitungsartikel von Bolts Festnahme. Karnak stößt im Wald auf die illegale Marihuana-Farm von Reno, der ihn gefangen nimmt. Dessen zwei Helfer, Jen und Ted, überreden Reno, Karnak am Leben zu lassen. Bolt landet im Gefängnis und trifft dort auf den Mithäftling Sammy, der ebenfalls Inhuman ist. Gorgon und die Surfer werden von Auran und ihrem Gefolge aufgespürt, die erstere mit einem Angriff in die Flucht treiben. Maximus will Crystal dazu zwingen, ihn vor dem Genetikrat zu bestärken. Diese benutzt stattdessen ihre Kraft, die Elemente zu kontrollieren, um zu Lockjaw zu gelangen, der sie nach Oahu teleportiert. Bolt und Sammy nutzen im Gefängnis einen Aufstand, um mithilfe von Sammys Inhuman-Kraft, der Erzeugung extremer Hitze, nach draußen zu gelangen. Dort steigen sie in den Helikopter von Dr. Declan, der Sammy zuvor wegen Bolt kontaktiert hatte. Louise beobachtet dies aus ihrem Auto heraus und wird von der gerade ankommenden Medusa gezwungen, die Verfolgung aufzunehmen. Im Wald von Oahu wird Lockjaw vor Crystals Augen von einem Quad angefahren und verletzt.               |                                                |                                                         |                                        |                                                |                  |                             |
| 4 | Macht Platz für... Medusa                      | Make Way for… Medusa                                    | 13. Okt. 2017                          | 17. Nov. 2018                                  | David Straiton   | Wendy West                  |
| Dr. Declan bringt Bolt und Sammy in sein Labor, verheimlicht ihnen aber, dass er mit Maximus zusammenarbeitet. Louise und Medusa verlieren den Helikopter aus den Augen, wobei Medusa auf eine Polizeistreife schießt, die sie anhalten will. Die beiden verstecken sich in Louise’ Motelzimmer, müssen aber vor der Polizei fliehen. Anschließend schafft es Louise, den Helikopter zu orten. Der Quad-Fahrer, Dave, bringt Crystal und Lockjaw auf seine Farm, wo eine befreundete Tierärztin Lockjaws Verletzung versorgt. Auf Attilan lehnt der Genetikrat Maximus’ Bitte, ihn ein zweites Mal die Terrigenese durchlaufen zu lassen, ab. Als Reaktion darauf lässt Maximus alle Mitglieder des Genetikrats töten, außer seinen früheren Freund Tibor, der Maximus widerwillig seine Treue schwört. Bolt und Sammy merken, dass Declan keine guten Absichten verfolgt, und fliehen aus dem Labor. Vor diesem erwartet sie Auran mit ihrer Gefolgschaft. Mit seiner Fähigkeit, Energiestrahlen aus seinen Augen zu verschießen, bringt Mordis einen Gastank zum Explodieren, was alle außer Gefecht setzt. In diesem Moment erreichen Medusa und Louise den Ort und fahren mit Bolt und dem Inhuman Locus davon. Auf der Marihuana-Farm sind sich Karnak und Jen nähergekommen, während der misstrauische Reno Ted umgebracht hat. |                                                |                                                         |                                        |                                                |                  |                             |
| 5 | Böse Vorahnungen                               | Something Inhuman This Way Comes…                       | 20. Okt. 2017                          | 17. Nov. 2018                                  | Kevin Tancharoen | Scott Reynolds              |
| Reno schießt auf Karnak und Jen, die dabei verwundet wird, doch die beiden können fliehen. Später wird Reno von seinem Geschäftspartner, der ihm mit seiner Gang das Marihuana abnimmt, erschossen. Dank ihrer Selbstheilungskräfte hat Auran die Explosion überlebt und nimmt Declan gefangen, lässt ihn aber auf Maximus’ Anweisung am Leben. Nach Lockjaws Heilung freundet sich Crystal mit Dave an, der ihr die Angst vor den Menschen nimmt. Karnak und Jen kehren auf die Farm zurück, um Reno auszuschalten, werden aber von der Drogenhändlergang gefesselt. Mordis und der Inhuman Flora haben den flüchtigen Sammy eingefangen und bringen ihn zu Auran zurück. Gorgon hat sich in der Zwischenzeit von den Surfern getrennt und findet das Marihuana-Lager, aus dem er Karnak und Jen befreit. Dank Locus’ Fähigkeit, Personen mithilfe des Schalls zu orten, finden auch Bolt, Medusa und Louise das Lager und schalten die Gang aus, wobei Locus tödlich verwundet wird. Jen verabschiedet sich von Karnak, um ihre Schusswunde in einem Krankenhaus behandeln zu lassen. Bevor Locus schließlich stirbt, teilt sie der Gruppe noch mit, dass Crystal sich auf der Insel befindet. In Attilan wird Tibor von einer Gruppe Rebellen gegen Maximus aufgesucht, die sich mit ihm verbünden wollen.                         |                                                |                                                         |                                        |                                                |                  |                             |
| 6 | Sein Name ist Gorgon                           | The Gentleman’s Name Is Gorgon                          | 27. Okt. 2017                          | 17. Nov. 2018                                  | Neasa Hardiman   | Charles Murray              |
| Über Locus’ Comlink fordert Auran die Gruppe um Bolt auf, zum Labor zu kommen, wo sie Sammy und Declan gefangen hält. Bolt schickt Karnak und Gorgon dorthin, während er sich selbst mit Medusa und Louise auf die Suche nach Crystal begibt. Um Auran zu unterstützen, schickt Maximus Minenarbeiter nach Oahu. Tibor warnt Maximus vor Verschwörern und bittet ihn um ein persönliches Treffen. Bolt und der Rest finden Crystal, indem diese mit Blitzen auf sich aufmerksam macht. Karnak und Gorgon dringen in das Labor ein und schaffen es, Sammy und Declan zu befreien. Beim Versuch, Mordis festzunehmen, droht dieser, seine Maske abzunehmen, die verhindert, dass er dauerhaft Energiestrahlen verschießt. Gorgon packt Mordis und lässt alle anderen fliehen, bevor er das Gebäude mit einem Aufstampfen zum Einstürzen bringt. Die Gruppe um Bolt begibt sich zu Daves Scheune, in der sich Lockjaw aufhält, und Bolt, Medusa und Crystal lassen sich von diesem zum Labor teleportieren. Dort treffen sie auf Karnak und müssen feststellen, dass Gorgon (und auch Mordis) von den Trümmern getötet wurden. Da Maximus geahnt hat, dass Tibor ihn mit dem Treffen in einen Hinterhalt locken wollte, lässt er die Rebellen von der Garde festnehmen und schneidet Tibor die Kehle durch.                              |                                                |                                                         |                                        |                                                |                  |                             |
| 7 | Auferstanden von den Toten                     | Havoc in the Hidden Land                                | 3. Nov. 2017                           | 17. Nov. 2018                                  | Chris Fisher     | Quinton Peeples             |
| Bolt und der Rest der Gruppe nehmen Auran und die Minenarbeiter gefangen, wobei Declan der Gruppe offenbart, dass Maximus mit seiner Hilfe Inhuman-Kräfte erhalten möchte. Bolt lässt Maximus’ Kämpfer von Lockjaw nach Attilan teleportieren und Crystal Maximus um ein Treffen bitten. Danach findet Bolt Triton an einem Treffpunkt, den sie vor dessen Mission vereinbart hatten. Nachdem sich die Familie nach Attilan in einen geheimen Bunker teleportieren lässt, kommt es zu dem Treffen, bei dem Bolt Maximus den Austausch Declans gegen die Rückgabe der Herrschaft anbietet. Maximus willigt ein, löst nach der Auslieferung Declans aber seinen Teil der Abmachung nicht ein. Karnak möchte Gorgon mit Aurans Selbstheilungskräften wiederbeleben, wofür er die mittlerweile an Maximus zweifelnde Auran zur Entnahme ihrer DNA überreden kann. Diese injiziert er dem toten Gorgon und lässt ihn noch einmal die Terrigenese durchlaufen, allerdings ohne Wirkung. Mit einem Ablenkungsmanöver gelingt es der Familie, Maximus aus dem Palast zu locken, woraufhin Triton dessen Wachen ausschaltet und ihn in den Bunker zu Black Bolt bringt. Dort warnt Maximus diesen, dass er ein System installiert hat, durch das Attilans Tarnkuppel zerstört wird, wenn er stirbt. Gorgon erwacht derweil wieder zum Leben.   |                                                |                                                         |                                        |                                                |                  |                             |
| 8 | Der König von Attilan                          | ...and Finally: Black Bolt                              | 10. Nov. 2017                          | 17. Nov. 2018                                  | Billy Gierhart   | Rick Cleveland & Scott Buck |
| Maximus erklärt Bolt, dass er einmal pro Stunde seine Hand auf einen Scanner im Kontrollraum legen muss, damit der Zerstörungsmechanismus der Kuppel nicht ausgelöst wird. Bolt will Maximus durch die Tunnel zum Kontrollraum führen und weist Medusa an, für den Notfall eine Evakuierung auf die Erde vorzubereiten. Gorgon ist nach seiner Wiederbelebung nicht klar bei Verstand und tötet Declan. Anschließend wird er von den Wachen zusammen mit Karnak eingesperrt. Mit der Kraft seiner Stierbeine kann Gorgon sich und Karnak jedoch befreien. Bolt stößt derweil auf Anhänger Maximus’, die diesen aus seiner Gewalt befreien. Danach versucht Medusa noch einmal, Maximus im persönlichen Gespräch zum Reaktivieren der Kuppel zu bringen, aber ohne Erfolg. Die Familie informiert das Volk durch eine Ansprache über die nahende Zerstörung Attilans und schickt sie zu Eldrac, der sie zur Erde teleportiert. Bolt bleibt als einziger zurück, um Maximus zu konfrontieren. Er bringt ihn in den Bunker, der nicht auf den Schutz der Kuppel angewiesen ist, und versperrt dessen Ausgang mit der Kraft seiner Stimme. Daraufhin gelangt auch Bolt dank Eldrac zur Erde, während Attilan zerstört wird. An einem Zufluchtsort wird Black Bolt neben seiner Familie vom Volk Attilans wieder als König akzeptiert.     |                                                |                                                         |                                        |                                                |                  |                             |

## Hintergrund
Nach stetig absteigenden Einschaltquoten verkündete ABC im Mai 2018, dass Marvel’s Inhumans nach nur einer Staffel gänzlich abgesetzt wird.